# Amfoterycyna B
Amfoterycyna B – organiczny związek chemiczny pochodzenia naturalnego zawierający pierścień makrocykliczny zbudowany z fragmentu polienowego oraz wielowodorotlenowego.
Jest antybiotykiem przeciwgrzybiczym wytwarzany przez bakterie z rodzaju Streptomyces, skutecznym w walce z zakażeniami pochodzącymi od Candida albicans (kandydozami), a także w niektórymi innymi grzybicami (histoplazmozą, kryptokokozą, geotrychozą).

## Mechanizm działania
Lek działa poprzez interakcję z ergosterolem błon komórkowych. Efektem jest zaburzenie integralności błony komórkowej, powodujące wypływ jonów potasowych i innych składników wewnątrzkomórkowych oraz napływ składników zewnątrzkomórkowych, co skutkuje lizą komórki.
Poza tym amfoterycyna B powoduje wzrost wydzielania cytokin, oraz pobudza makrofagi do wytwarzania rodników.

## Spektrum aktywności i działania niepożądane
- Candida sp.
- Cryptococcus neoformans
- Histoplasma capsulatum

Oporność na amfoterycynę B wykazują niektóre szczepy Fusarium sp., Candida glabrata i Candida krusei.
Amfoterycyna B wywołuje liczne objawy niepożądane ze strony wątroby i nerek.

## Preparaty
Obecnie stosowane są preparaty które są mniej toksyczne przy podobnej aktywności. Preparaty są stosowane wyłącznie w lecznictwie zamkniętym pod ścisłą kontrolą lekarza. Przykładowe preparaty: AmBisome (amfoterycyna liposomalna), Amphocil (postać koloidalna), Abelcet (kompleks lipidowy), Fungizone (fiolki lub tabletki).